# Christian Pander
Christian Pander (Münster, 28 augustus 1983) is een voormalig betaald voetballer uit Duitsland, die bij voorkeur als linksback speelde. Hij debuteerde in augustus 2007 in het Duits voetbalelftal.

## Clubcarrière
Pander stroomde in 2004 door vanuit de jeugd van FC Schalke 04, dat hem drie jaar daarvoor overnam van SC Preußen Münster. Hij speelde tot en met 2009 vervolgens 74 competitiewedstrijden voor het eerste elftal van Schalke. Pander was van mei 2009 tot april 2010 niet in staat te voetballen. Hij werd in die periode meermaals geopereerd aan de ligamenten in zijn linkerknie.
Na zijn herstel kwam Pander nog vier competitieduels in actie voor Schalke. Hij verkaste in juli 2011 vervolgens naar Hannover 96. Hier droeg hij er in zijn eerste seizoen in 29 competitiewedstrijden aan bij en in het volgende in achttien dat de ploeg in de bovenste helft van de ranglijst eindigde. In de daaropvolgende twee seizoenen kwam Pander telkens acht speelrondes in actie.

## Interlandcarrière
Pander maakte op 22 augustus 2007 zijn interlandsdebuut voor het Duits voetbalelftal, in een met 2–1 gewonnen wedstrijd tegen Engeland. Daarin maakte hij direct zijn eerste doelpunt voor de nationale ploeg. In de periode 2004–2005 speelde Pander zes wedstrijden voor Duitsland –21.

## Clubstatistieken
| Seizoen  | Club          | Competitie | Duels | Goals |
| -------- | ------------- | ---------- | ----- | ----- |
| 2004-'05 | FC Schalke 04 | Bundesliga | 24    | 1     |
| 2005-'06 | FC Schalke 04 | Bundesliga | 0     | 0     |
| 2006-'07 | FC Schalke 04 | Bundesliga | 16    | 2     |
| 2007-'08 | FC Schalke 04 | Bundesliga | 17    | 1     |
| 2008-'09 | FC Schalke 04 | Bundesliga | 17    | 1     |
| 2009-'10 | FC Schalke 04 | Bundesliga | 0     | 0     |
| 2010-'11 | FC Schalke 04 | Bundesliga | 4     | 0     |
| 2011-'12 | Hannover 96   | Bundesliga | 29    | 2     |
| 2012-'13 | Hannover 96   | Bundesliga | 18    | 0     |
| 2013-'14 | Hannover 96   | Bundesliga | 8     | 0     |
| 2014-'15 | Hannover 96   | Bundesliga | 8     | 0     |

## Erelijst
Schalke 04
- DFB-Pokal

2010/11